# Fiordo de Sam Ford
El fiordo de Sam Ford (o Sam Ford Fiord en inglés) es un fiordo ártico situado en la costa noreste de la isla de Baffin, en la región Qikiqtaaluk de Nunavut, Canadá. El lugar habitado más cercano es la aldea inuit de Clyde River.

## Historia
El fiordo de Sam Ford ha sido una de las áreas de caza tradicionales de los Inuit.

## Geografía
El fiordo de Sam Ford se extiende aproximadamente desde el nornoreste al sursureste durante aproximadamente 110 km. Su desembocadura tiene más de 18 km de ancho, que se va reduciendo gradualmente a un promedio de 3 km a unos 50 km hacia el interior. Walker Arm es un fiordo afluente que se ramifica al oeste de la costa occidental del fiordo, a unos 45 km al sur de su desembocadura. El Valle de Stewart, con su impresionante Sail Peaks, se extiende hacia el norte desde la esquina noroeste de Walker Arm y se conecta con el fiordo Gibbs. La bahía Swiss es una entrada más pequeña en la costa este del fiordo de Sam Ford que conecta a través de Ottawa Creek y el Revoir Pass con el fiordo Eglinton en el este. El río Sam Ford descarga sus aguas a la cabeza del fiordo más al sur y la isla Heimen se encuentra dentro de la sección interior del fiordo frente a una pequeña bahía de 15 km al nornoreste de la desembocadura del río.
Sam Ford Fiord es conocido por sus glaciares y sus imponentes acantilados de granito, que se elevan abruptamente desde sus costas hasta altitudes de hasta 1500 m sobre el nivel del mar en la zona cercana a la bahía Swiss. Entre las cumbres más impresionantes del fiordo se encuentran Beluga Mountain, Rock Tower, Walrus Head, Broad Peak, Ottawa Peak, Sikunga Mountain, Turnagain Peak y Paalik Peak.